# Quai au Sable
La quai au Sable (en alsacien : Sandplätzel) est un quai du centre de Strasbourg (Bas-Rhin), qui va de la rue du Bain-aux-Roses à la rue des Écrivains. Franchissant l'Ill, le pont Sainte-Madeleine le relie au quai des Bateliers qui lui fait face.

## Histoire

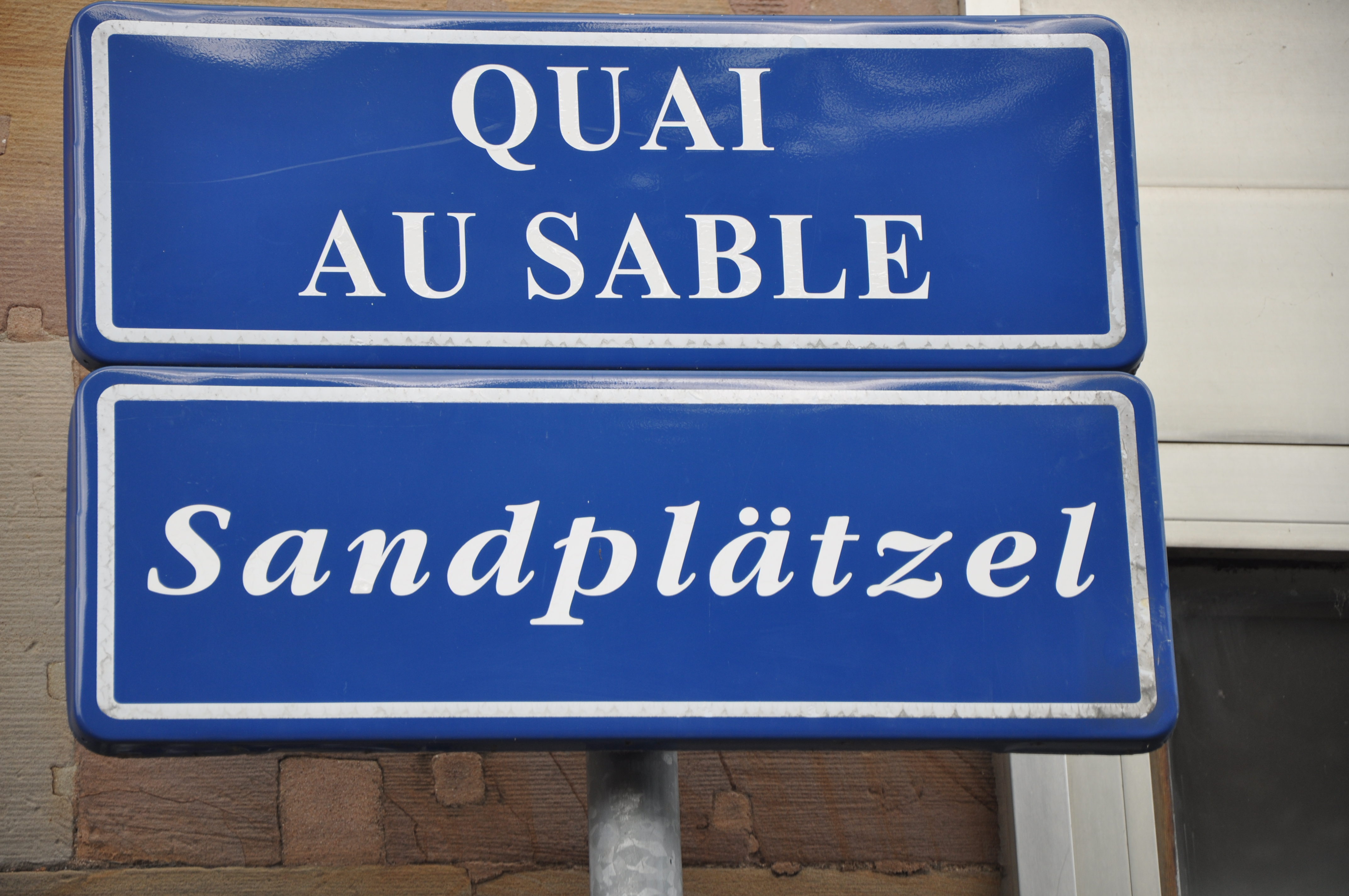
Plaque bilingue.

Le quai a connu plusieurs dénominations successives, en allemand ou en français : Platz vor dem Mülstein, quai au Sable (1769, 1823, 1918, 1945), place de la Maison Commune (1794), place du Pont-Neuf (1807), Sandplätzchen (1872), Sandplatz (1940).
Des plaques de rues bilingues, à la fois en français et en alsacien, ont été mises en place par la municipalité à partir de 1995. C'est le cas du Sandplätzel, littéralement « petite place au Sable ».
Selon Roland Recht, son nom fait référence au sable qui encombre souvent les berges avant l'aménagement d'un quai. L'appellation « quai du Sable », quelquefois utilisée, le serait indûment.
L'une des représentations les plus anciennes du quai figure dans l'ouvrage de Jean-Martin Weis publié à l'occasion de la venue de Louis XV à Strasbourg en 1744. On y aperçoit l'actuel no 3 qui vient d'être édifié en avril de la même année, ainsi que les maisons voisines, reconstruites dans l'intervalle.

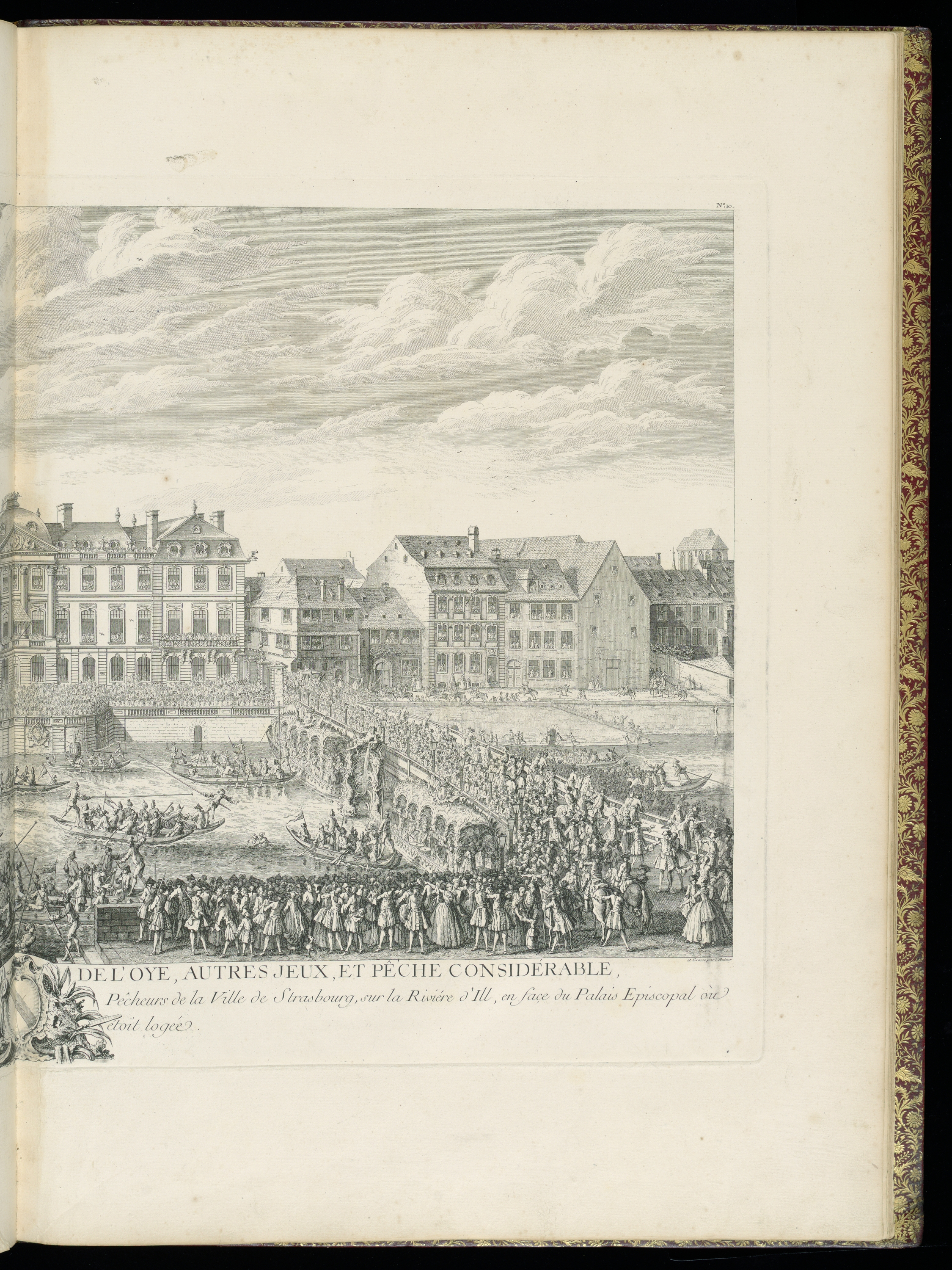
J. M. Weis, 1744.
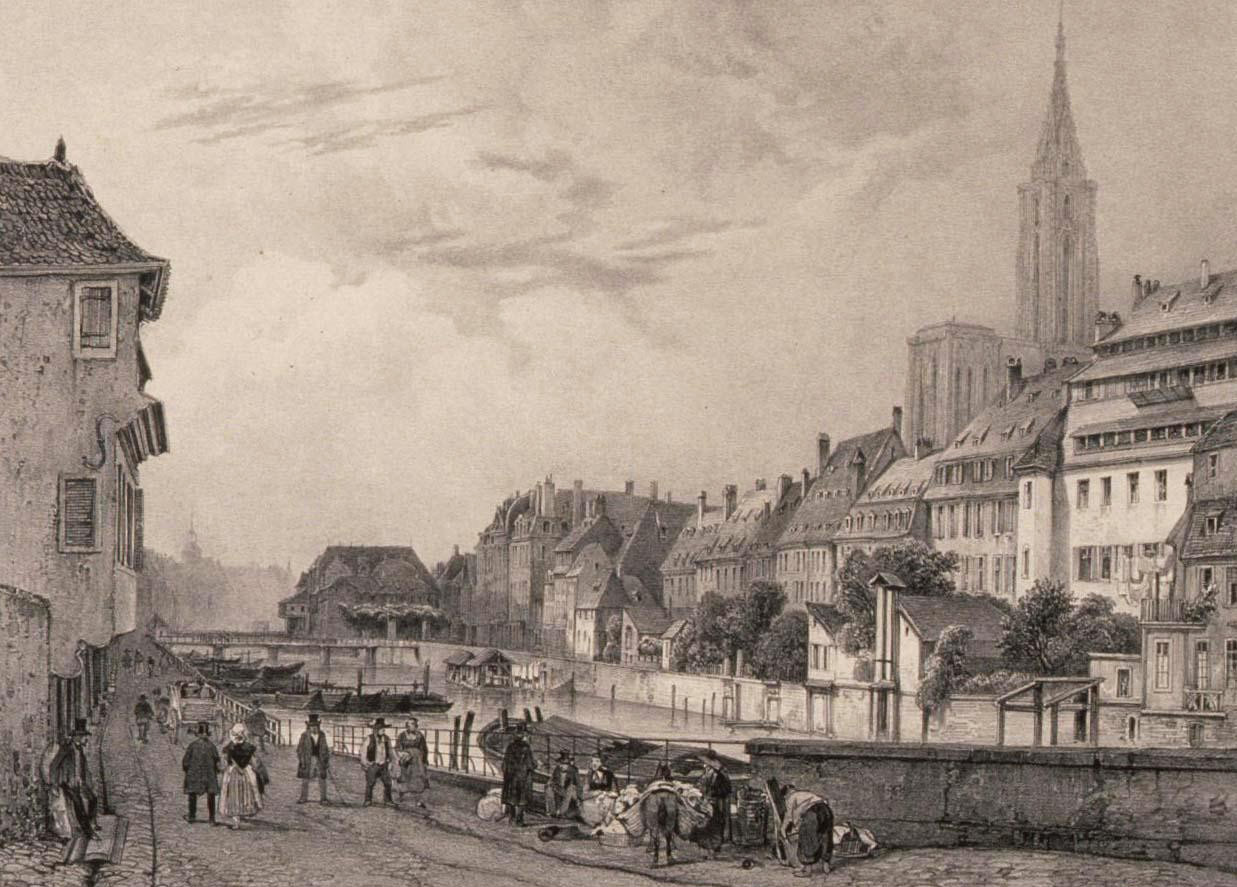
Nicolas Chapuy, 1840.
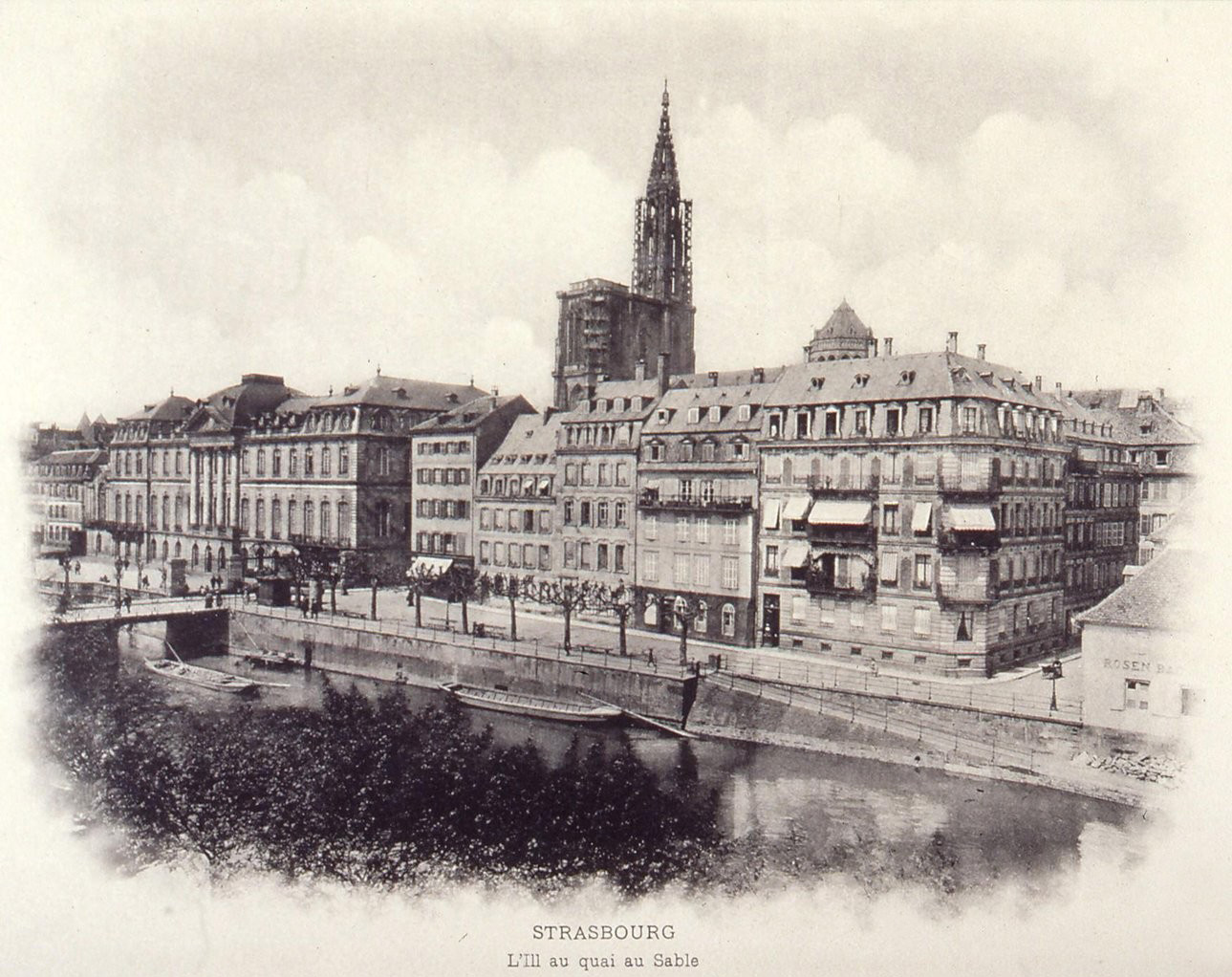
Anonyme, 1850.
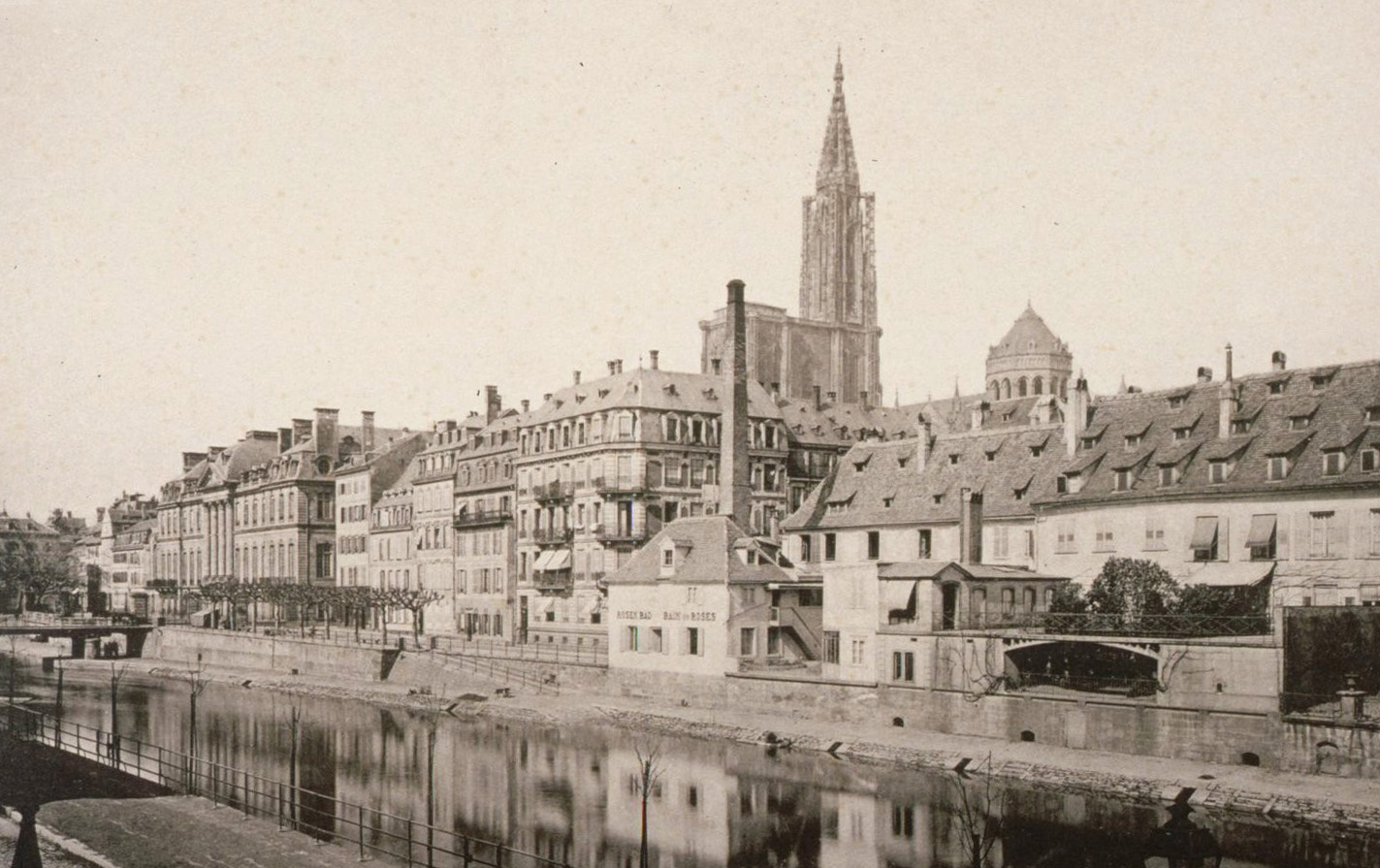
Louis Christmann, fin du XIXe siècle.

## Bâtiments remarquables
- no 1 : Situé à l'angle de la rue du Bain-aux-Roses, face au pont Sainte-Madeleine, l'immeuble actuel est situé sur l'emplacement d'un bâtiment du XVIe siècle, que l'on aperçoit sur plusieurs gravures et où se trouvait probablement l'ancien bain Zum Rosenbaum qui a valu son nom à la rue voisine. Au milieu du XIXe siècle une nouvelle maison aurait été construite pour le charpentier (ou architecte) Schlagdenhauffen[5]. Le rez-de-chaussée, revêtu d'un parement en grès rose, est animé au XXe siècle par les grandes vitrines d'un magasin d'antiquités. Le dernier étage en attique est surmonté d'une grande corniche décorée[6].
- no 2 : Cette maison, caractéristique du style « rococo strasbourgeois[1] » a été reconstruite pour le tailleur Jean Daniel Senckeissen en 1756. Elle a fait l'objet d'un ravalement en 2015 et d'une restauration en 2018[7].
- no 3 : Antérieure de quelques années à la précédente, cette maison est considérée comme le premier exemple du rococo strasbourgeois. Édifiée en 1744 pour Jean Daniel Ehrmann, courtier en orfèvrerie, elle se distingue par une préciosité, une richesse du décor, plutôt archaïsante. On remarque notamment la grille d'imposte de la porte d'entrée, le cartouche rocaille portant le numéro de l'immeuble, l'arc en anse de panier aplati, la mouluration importante qui couronne les fenêtres du premier étage[8],[3].
- no 4 : À la fin du XIXe siècle, Adolphe Seyboth mentionne cet emplacement, désigné sous l'appellation Zu dem Dorfmanne en 1325[9]. L'immeuble néoclassique actuel date de 1840 environ. Les frontons cintrés des fenêtres du rez-de-chaussée et les corniches des linteaux des fenêtres du premier et du deuxième étage semblent être d'origine. En revanche, les étages supérieurs, avec un balcon filant sur la longueur de l'immeuble et une toiture à la Mansart percée de lucarnes à fronton auraient été ajoutés ultérieurement, probablement dans les années 1870[10]
- no 5 : L'édifice qui forme l'angle avec la rue des Écrivains a été construit vers 1878 par Jacques Klein (1826-1907), après la démolition d'un précédent édifice de 1771[11].

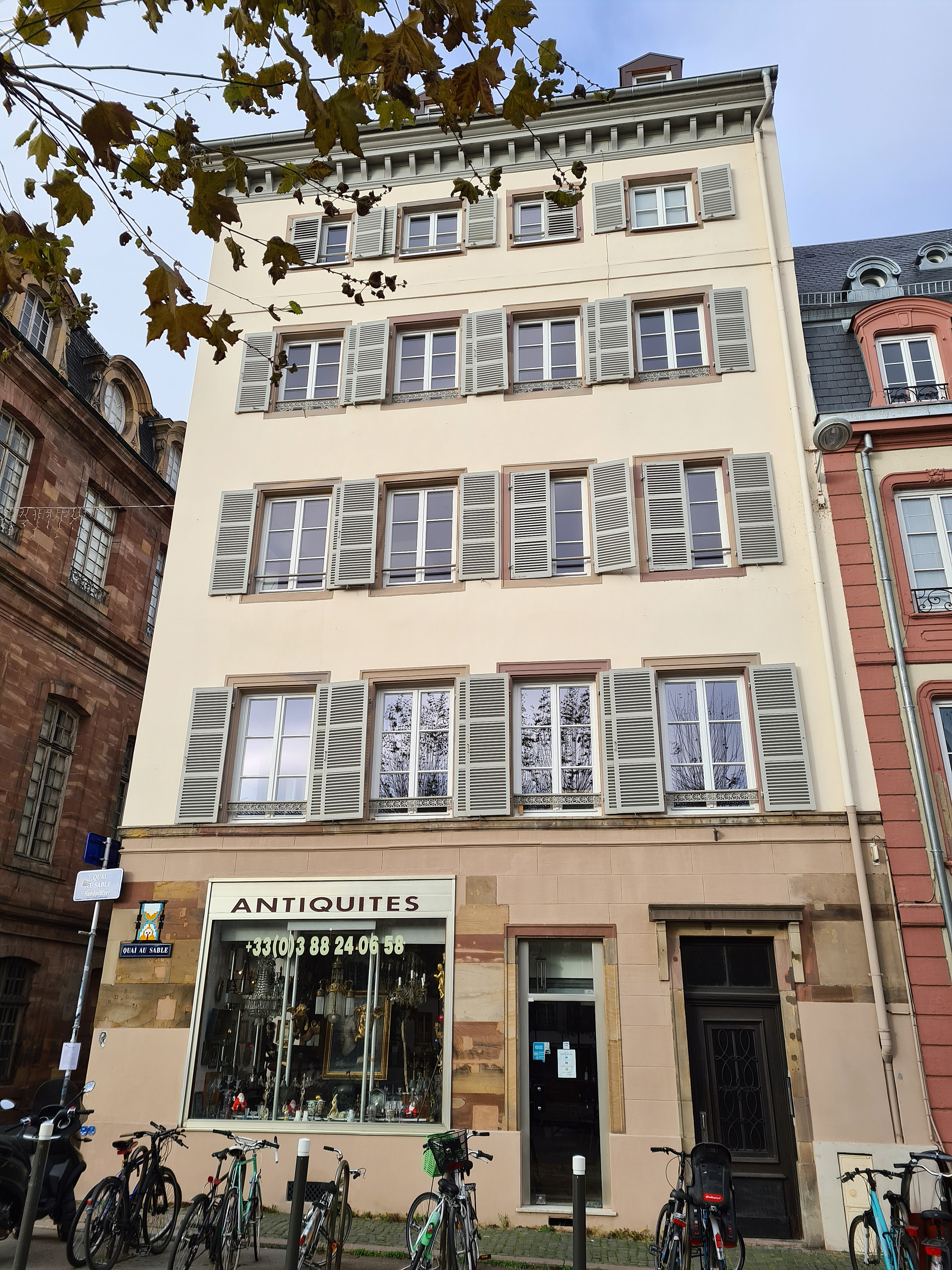
no 1.
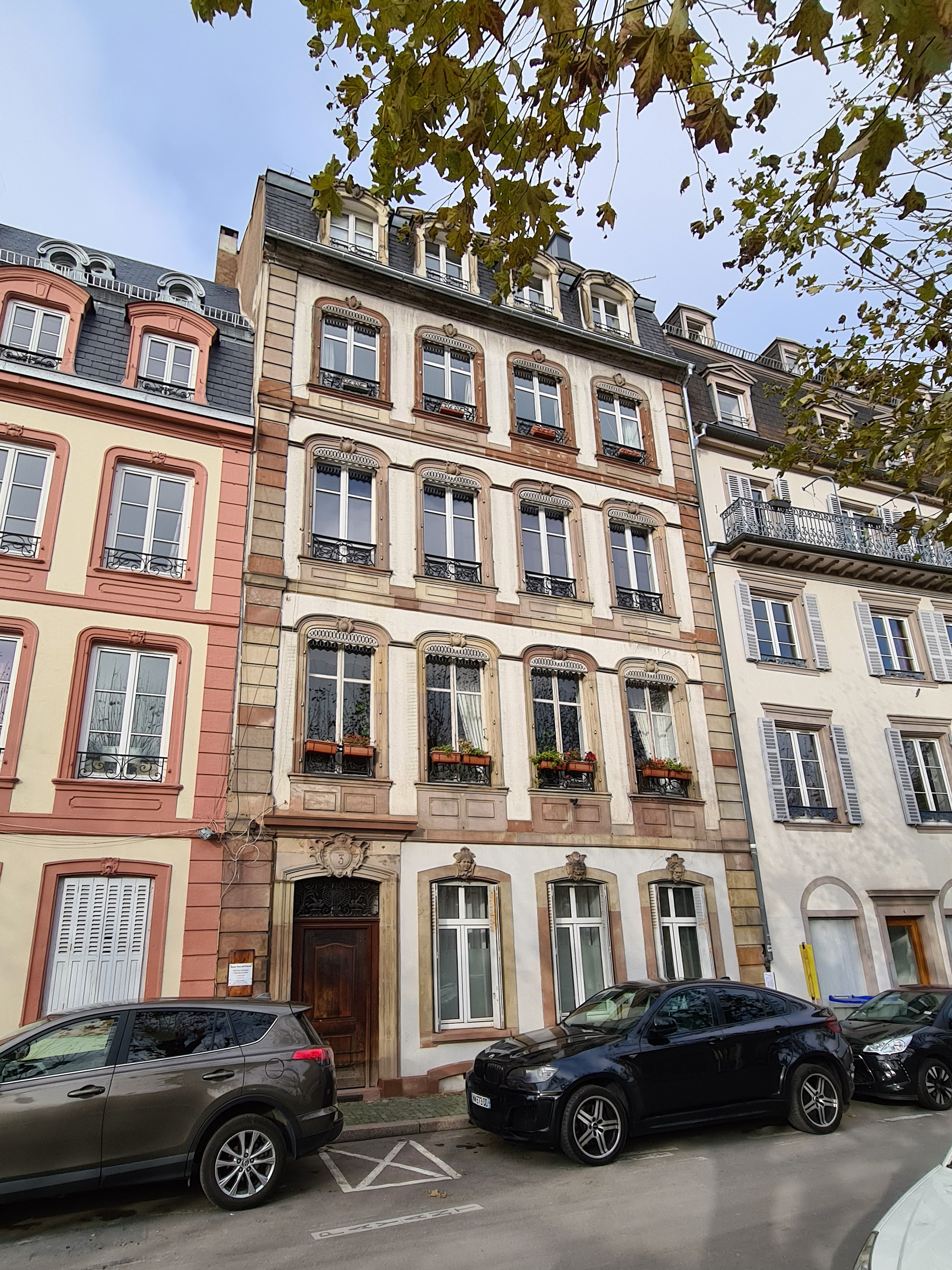
no 3.
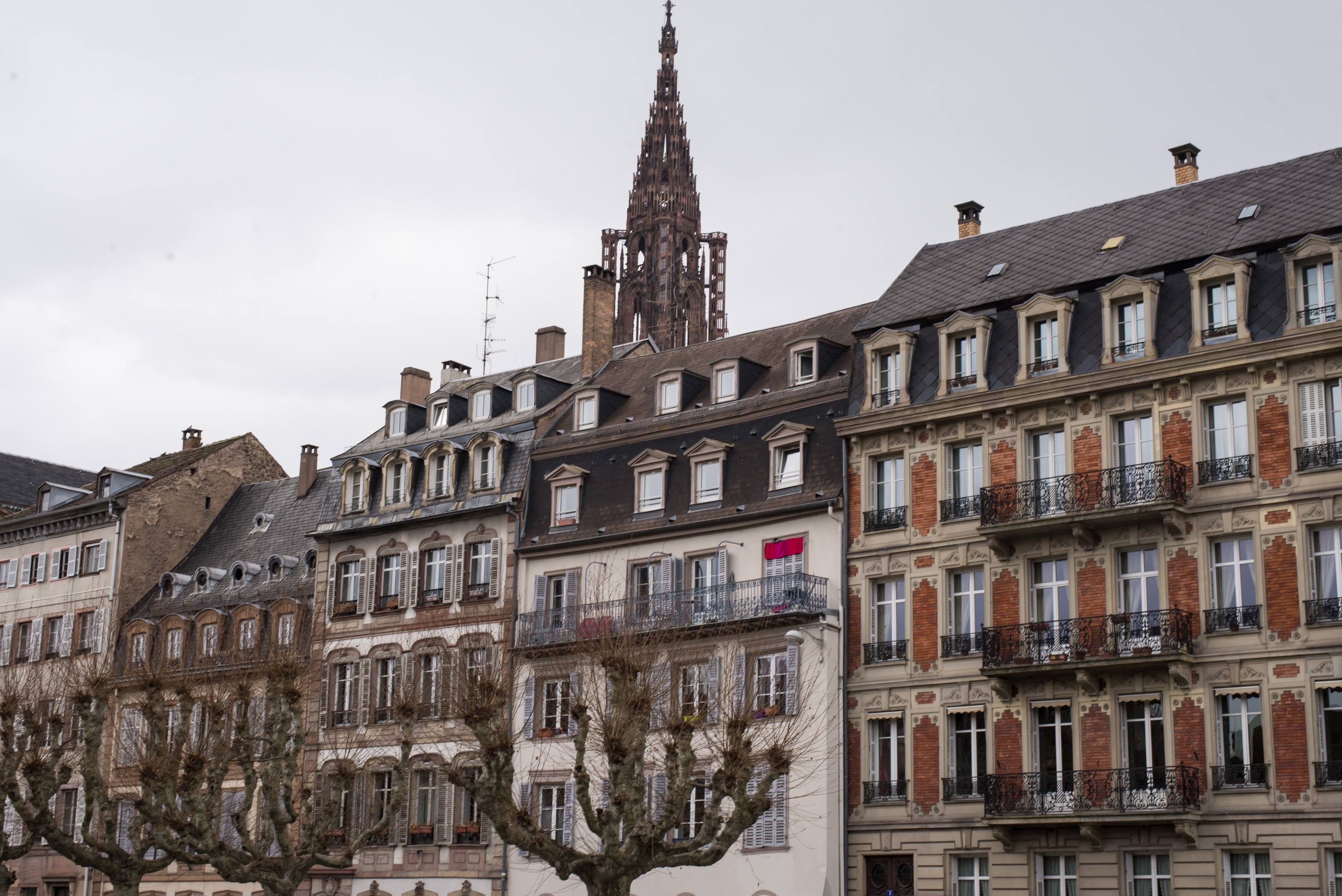
Les nos 2-3-4-5 au pied de la cathédrale.
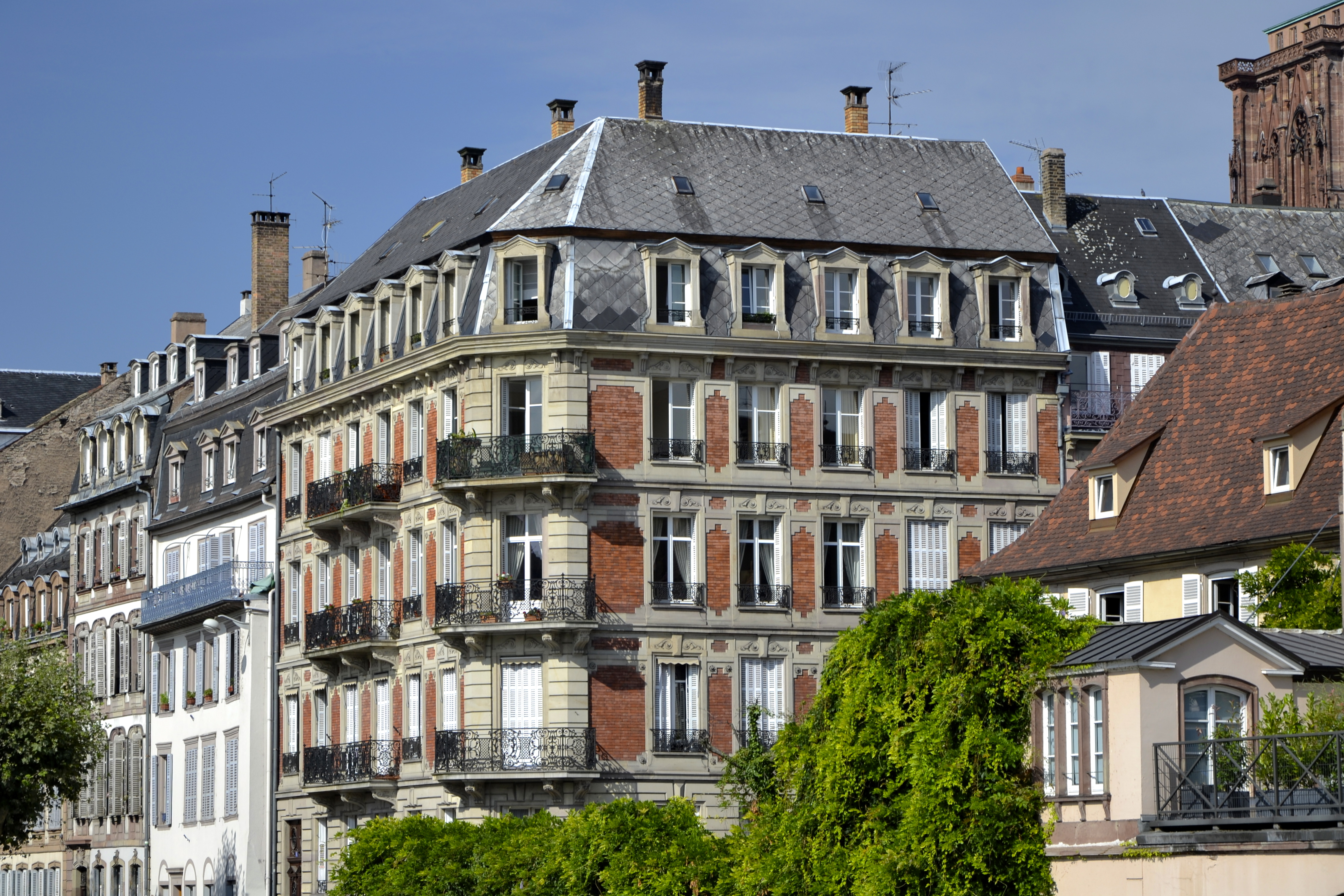
Le no 5 à l'angle de la rue des Écrivains.